# Работоргівля (фільм, 2015)

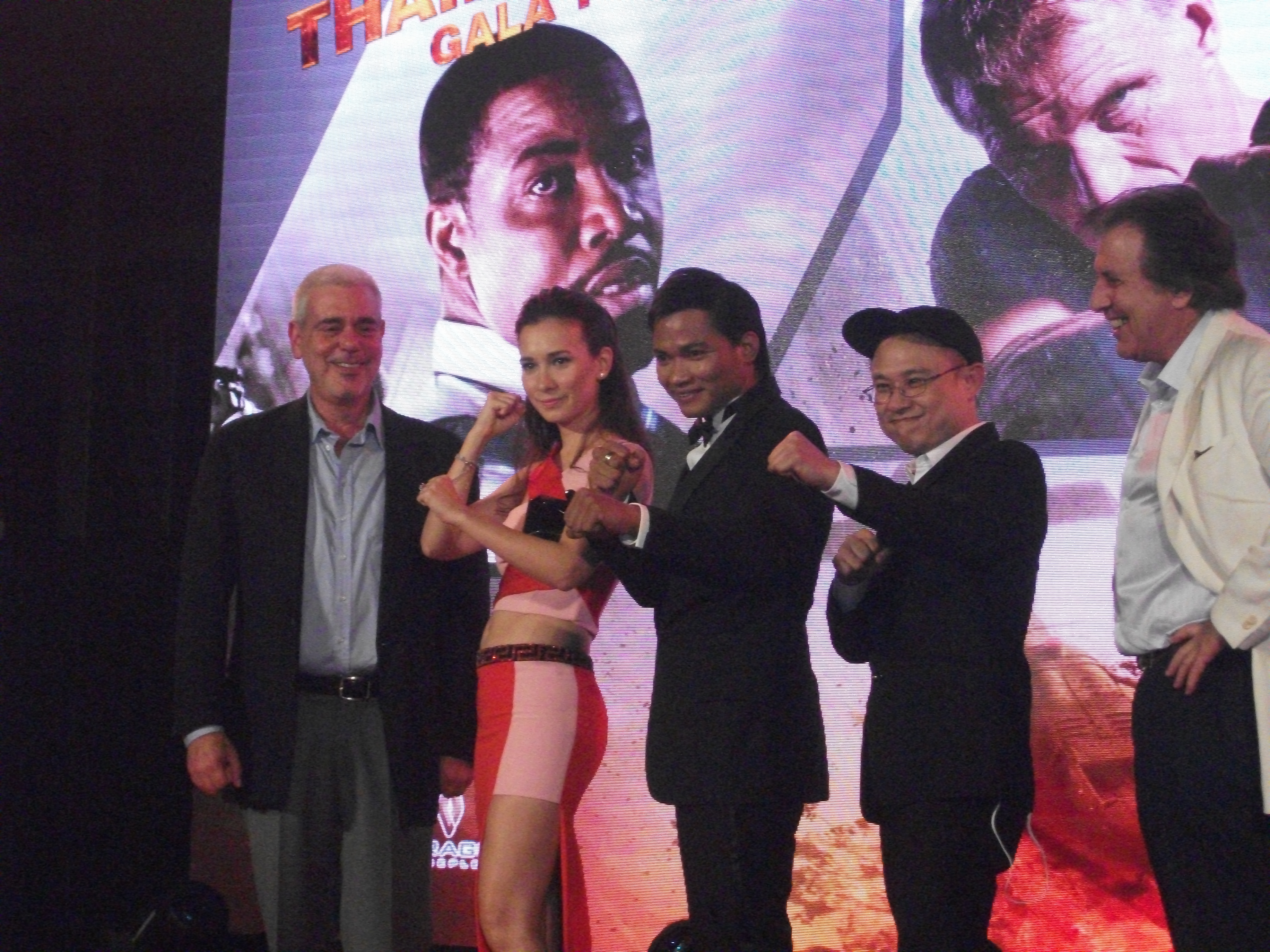

«Работоргівля» (англ. Skin Trade) — гостросюжетний бойовик, знятий Екачаі Уекронгтамом за сценарієм Дольфа Лундгрена, Габріеля Доуріка, Стівена Елдера і Джона Хайамс. У фільмі знялися Дольф Лундгрен, Тоні Джаа, Рон Перлман, Майкл Джей Уайт, Пітер Уеллер і Кері-Хіроюкі Тагава. Зйомки проходили з 15 січня по 29 березня 2014 року в Бангкоку і Ванкувері. Вихід у прокат запланований на 23 квітня 2015.

## Сюжет
Зіткнувшись зі смертю сім'ї від рук голови міжнародного злочинного синдикату, що займається торгівлею людьми, детектив поліції Нью-Йорка Нік Кессіді відправляється в Таїланд і об'єднується з місцевим детективом для того, щоб помститися і покінчити з темною діяльністю організації .

## У ролях
- Дольф Лундгрен — Нік Кессіді
- Тоні Джаа — Тоні
- Рон Перлман — Віктор Драгович
- Майкл Джей Уайт — Рід
- Пітер Веллер — Костелло
- Кері-Хіроюкі Тагава — сенатор КХАТ
- Селіна Джейд — Мінь
- Конан Стівенс — Ігор
- Майк Допуд — Горан